# Pont Brûlé (film)
Pour les articles homonymes, voir Pont brûlé (homonymie).
Pour plus de détails, voir Fiche technique et Distribution.
Pont Brûlé (en néerlandais : Verbrande Brug) est un film dramatique belge de 1975 réalisé par Guido Henderickx dont c'est le premier film.

## Histoire
Charel et Monique mènent une vie insatisfaite dans le hameau de Pont brulé, dans un environnement industriel pollué. Lors de la kermesse, lorsque l'ancien amour de Monique et père de sa fille revient, la tension se fait sentir. Le film montre les vicissitudes qui surviennent pendant 24 heures.

## Répartition des rôles
| Jan Decleir         | Charel              |
| Doris Arden         | Monique             |
| Malka Ribowska      | Lola                |
| Yves Beneyton       | Louis               |
| Rita Corita         | Louisa              |
| Charles Janssens    | Grand-père          |
| Co Flower           | Grand-mère          |
| Jaak Van Hombeek    | Sam                 |
| Paul Meijer         | Jef                 |
| Jo Crab             | Mady                |
| Maurits Goossens    | Fons                |
| Lode Jansen         | Jul                 |
| Jaak De Voght       | Maître de cérémonie |
| Jenny Tanghe        | Magda               |
| John Kraaijkamp sr. | Stan                |
| Fred Van Kuyk       | Pol                 |
| Jo Decaluwe         | Paracommando        |

## Production
Le film a été tourné dans le village du même nom dans la commune de Grimbergen.